# مذكرات زوج (مسلسل)
مذكرات زوج هو مسلسل دراما مصري قادم من المقرر عرضه في موسم رمضان في موسم رمضان 1444 هـ. المسلسل من إخراج تامر نادي وبطولة طارق لطفي، خالد الصاوي، عائشة بن أحمد، هناء الشوربجي، نور النبوي وسماء إبراهيم ودونا إمام.